# Naissance en 1088
Naissance
- 1084
- 1085
- 1086
- 1087
- 1088
- 1089
- 1090
- 1091
- 1092

Cette page dresse une liste de personnalités nées au cours de l'année 1088 :
- 23 juillet : Ibn al-Arif, Abul Abbas Ahmad Ibn Mohammed Ibn Musa Ibn Ata Allah al-Mariyyi al-Sanhaji, Soufi andalou.

- Baudouin III de Hainaut, comte de Hainaut.
- Eystein Ier de Norvège, co-roi de Norvège.
- Guillaume IV de Bourgogne, comte de Mâcon, comte d'Auxonne, comte de Vienne puis régent du comté de Bourgogne.
- Irène de Hongrie, impératrice byzantine.
- Richenza de Nordheim, duchesse de Saxe puis reine de Germanie et enfin impératrice du Saint-Empire.
- Lucienne de Rochefort, noble française.
- Toirdelbach Ua Conchobair, roi de Connacht et Haut-roi d'Irlande en opposition.

date incertaine (vers 1088)
- Henri de Huntingdon, historien anglo-normand.